# Коснар Павло Леонідович
Павло́ Леоні́дович Коснар (нар. 2 грудня 1975, м. Фрунзе, Киргизька РСР — пом. 14 червня 2014, м. Луганськ, Україна) — український військовослужбовець, десантник, молодший сержант Збройних сил України.

## Життєпис
Павло Коснар народився в місті Фрунзе Киргизької РСР (нині — місто Бішкек, Киргизстан). З 1988 до 1991 року навчався у загальноосвітній школі № 123 Центрально-Міського району міста Кривий Ріг Дніпропетровської області.
В 1990-х працював у ВАТ «Криворіжсталь» (нині — ПАТ «АрселорМіттал Кривий Ріг»), в цеху сортового скла.
З 1993 по 1995 проходив строкову військову службу в Донецькому прикордонному загоні Прикордонних військ України, в/ч 9937, м. Маріуполь.
У зв'язку з російською збройною агресією проти України навесні 2014 року мобілізований до лав Збройних Сил України.
Молодший сержант, командир відділення 25-ї Дніпропетровської повітряно-десантної бригади Високомобільних десантних військ ЗС України, в/ч А1126, смт Гвардійське, Дніпропетровська область.

## Обставини загибелі
13 червня 2014 року десантники готувались до відправлення в зону проведення АТО. У ніч на 14 червня трьома військово-транспортними літаками Іл-76 МД з інтервалом у 10 хвилин вони вилетіли в Луганський аеропорт на ротацію особового складу. На борту також була військова техніка, спорядження та продовольство.
14 червня о 0:40 перший літак (бортовий номер 76683), під командуванням полковника Дмитра Мимрикова приземлився в аеропорту.
Другий Іл-76 МД (бортовий номер 76777), під керівництвом командира літака підполковника Олександра Бєлого, на борту якого перебували 9 членів екіпажу 25-ї мелітопольської бригади транспортної авіації та 40 військовослужбовців 25-ї Дніпропетровської окремої повітряно-десантної бригади, о 0:51, під час заходу на посадку (аеродром міста Луганськ), на висоті 700 метрів, був підбитий російськими терористами з переносного зенітно-ракетного комплексу «Ігла». В результаті терористичного акту літак вибухнув у повітрі і врізався у землю поблизу території аеропорту. 49 військовослужбовців, — весь екіпаж літака та особовий склад десанту, — загинули. Третій літак за наказом повернувся в Мелітополь.
|                              | Там все було дуже грамотно по-військовому сплановано. Там без Росії не обійшлось. Вогонь вівся з усіх сторін. Це було не на рівні ненавчених бойовиків. Обстріл літака вівся дуже грамотно. Спочатку підсвічували трасером, а потім били. Із ПЗРК неможливо було збити літак, навіть якби боєприпас потрапив у двигун, то літак все рівно не загинув би. Стріляли з «Шилки». |
| — Полковник Дмитро Мимриков. | |

Пройшло більше 40 діб перш ніж десантників поховали: українські військові збирали рештки тіл загиблих, влада домовлялася з терористами про коридор для евакуації, в Дніпрі проводились експертизи ДНК для ідентифікації.
Шестеро із загиблих десантників — мешканці Кривого Рогу: старший лейтенант Алтунін Валерій Володимирович, молодший сержант Коснар Павло Леонідович, сержант Рєзніков Євгеній Сергійович, старший солдат Самохін Антон Олексійович, солдати Гайдук Ілля Віталійович і Дубяга Станіслав Вікторович.
25 липня криворіжани попрощались зі своїми земляками. Павла Коснара поховали на Алеї Слави Центрального кладовища міста Кривий Ріг.
Залишились мати і брат, які проживають в с. Миколаївка Казанківського району Миколаївської області. Вдома у Кривому Розі — дружина Оксана та син Євген.

## Нагороди
- Орден «За мужність» III ст. (20.06.2014, посмертно) — за особисту мужність і героїзм, виявлені у захисті державного суверенітету та територіальної цілісності України, вірність військовій присязі та незламність духу[7].
- Нагрудний знак «За оборону Луганського аеропорту» (посмертно).

## Вшанування пам'яті
- В місті Кривий Ріг на фасаді будівлі ЗОШ № 123 (вулиця Миколаївське шосе, 18) встановлено меморіальну дошку на честь випускника школи Павла Коснара[8].
- 13 червня 2015 року в Дніпрі на Алеї Героїв до роковин загибелі військових у збитому терористами літаку Іл-76 встановили пам'ятні плити з іменами загиблих воїнів[9].
- 18 червня 2016 року на території військової частини А1126 в смт Гвардійське урочисто відкрили пам'ятник воїнам-десантникам 25-ї повітряно-десантної бригади, які героїчно загинули під час бойових дій в зоні проведення АТО. На гранітних плитах викарбувані 136 прізвищ, серед них і 40 десантників, які загинули у збитому літаку в Луганську[10].